# Вітрівка (Кам'янський район)
Ві́трівка — село в Україні, у Затишнянській сільській громаді Кам'янського району Дніпропетровської області.
Населення — 442 мешканця.

## Назва
На території України 5 населених пунктів з назвою Вітрівка.
Існує версія, що село заснували геологи. Достеменно відомо, основне населення складають переселенці з ближніх малих сіл.[джерело?]

## Географія
Село Вітрівка розташоване біля витоків річки Балка Кошовата, нижче за течією на відстані 2,5 км розташоване село Червоне.

## Населення

### Мова
Розподіл населення за рідною мовою за даними перепису 2001 року:
| Мова            | Відсоток |
| --------------- | -------- |
| українська      | 96,8 %   |
| російська       | 1,6 %    |
| інші/не вказали | 1,6 %    |

## Економіка
- Агрофірма «Вітрівка».

## Релігія
В селі знаходиться Храм Святого Іоасафа Білгородського ПЦУ (вул. Нова).